# Церковь Санта-София (Падуя)
Санта-София — старейшая римско-католическая церковь в городе Падуя, регион Венето, Италия. Строительство начато в X веке на месте, где, предположительно, находился античный митреум. В 1123 году епископу Синибальдо было предоставлено пожертвование на продолжение строительства этой церкви. Фасад в романском стиле из камня и кирпича был построен в период с 1106 по 1127 год, но полукруглая апсида, возможно, была построена раньше.

## История
Предание гласит, что церковь была основана святым Просдоцием на руинах храма, посвященного Аполлону. Первый документ, в котором упоминается церковь, датирован 19 февраля 1123 года: епископ Падуи Синибальдо вмешался, чтобы ускорить завершение работ по строительству церкви, которые начались, по крайней мере, в 1109 году и пострадали от землетрясения 1117 года.
Многочисленные археологические находки на этом месте датируются периодом между II и IV веками. Предполагается, что апсида датируется IX веком, эпохой Каролингов, на основании крипты, которая в течение 50 лет была нефом базилики Сан-Марко, согласно радиоуглеродным методам. Первичное строительство нынешней апсиды было осуществлено между 1070 и 1106 годами. Второй этап начался в 1117 году и закончился около 1170 года. Сооружение было украшено в конце четырнадцатого века в соответствии с литургическими реформами, одобренными Тридентским собором. Семнадцатилетний Андреа Мантенья написал свою первую самостоятельную работу для этой церкви — алтарную картину, изображающую Мадонну с Младенцем, беседующую со святыми. Она была утеряна в ходе реконструкции в семнадцатом веке.
Первоначально церковью управляли монахи-августинцы, а к 1517 году она была передана монахиням-бенедиктинкам. В шестнадцатом веке это была приходская церковь. Она стала пробством, в состав которого входили церковь Сан-Гаэтано, церковь Паолотти, церковь Матьяша и церковь Сан-Бьяджо. Монахини были изгнаны во время наполеоновского правления в Венето в 1806—1810 годах, и монастырь стал государственной собственностью.
В период с 1951 по 1958 год в здании были проведены масштабные реставрационные работы с целью восстановления первоначального облика церкви. В результате этих усилий церковь лишилась элементов маньеризма и барокко, но ее внутреннее убранство стало гораздо менее декорированным. Позднее неф снова подвергся важным работам по реставрации и очистке стен. Церковь вновь стала приходской церковью, управляемой духовенством Падуанской епархии. До 1957 года в церкви находились нетленные мощи блаженной Беатриче I Эсте (с 1578 года) и блаженной Елены Энсельмини, последняя была перенесена сюда из церкви блаженной Елены в 1810 году.

## Внешний облик

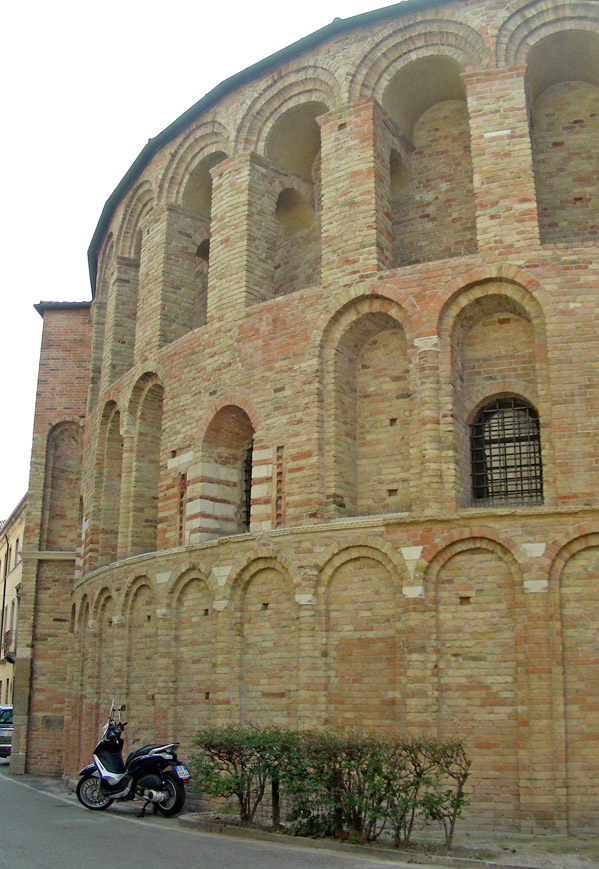
Апсида церкви Санта-София, (Падуя)

Церковь, типично для романских церквей, ориентирована апсидой на восток, а фасадом на запад.
Северная часть верхней части фасада просела из-за обрушения фундамента, произошедшего примерно во время строительства. В некоторых нишах видны фрагменты фресок XIV века. Большой окулюс на фасаде — результат реконструкции XIV века, инициированной епископом Стефаном из Каррары для украшения здания. Вдоль нефов — простые и неукрашенные проемы разных эпох: одинарные и двойные окна в романском стиле, готические окна и окна-окуляры шестнадцатого века. Палладианские окна, пробитые в XVII веке, были заделаны в XIX веке.
Раннесредневековая апсида с глухими арками, галереей и большой центральной нишей была реконструирована в 1852 году. Некоторые ученые увидели в ней сходство с апсидой церкви Санта-Мария и Донато в Мурано. Рядом с апсидой возвышается готическая колокольня в романском стиле, датируемая 1296 годом.

## Интерьер

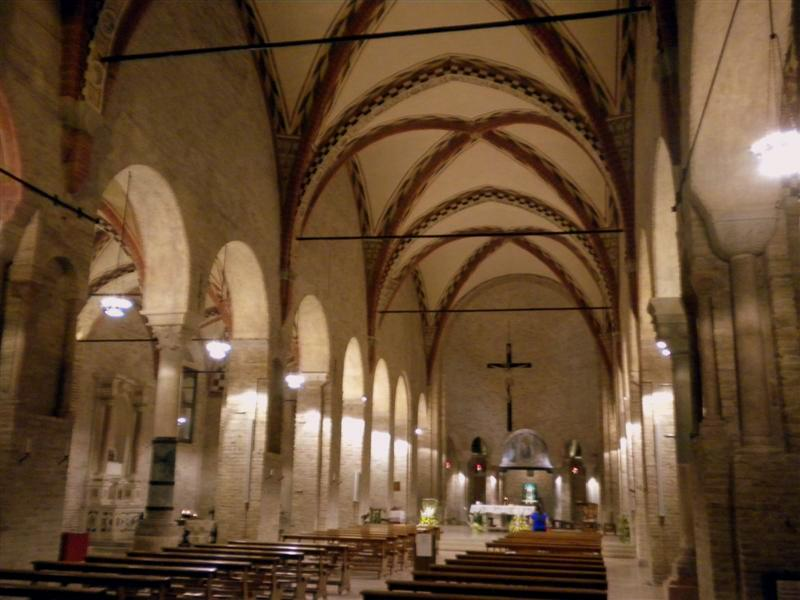
Интерьер церкви Санта-София в Падуе.

Впечатляющий интерьер является результатом масштабной реставрации 1950-х годов. Он вернул зданию строгий облик и гармоничные украшения, искаженные перестройками XVI и XVII веков. Столбы и колонны поддерживают многочисленные арки, ведущие в апсиду. Оштукатуренные своды крыши датируются концом XIV века, когда епископ Стефан из Каррары провел реконструкцию. Проходы заканчиваются своего рода галереей, прерываемой большой нишей в верхней части апсиды, где размещалась дарохранительница.
Колонны и капители, чередующиеся со столбами и каменными украшениями, были привезены с развалин различных римских и византийских построек. Вдоль стен находятся фрески тринадцатого и четырнадцатого веков школы Джотто. Слева от входа размещалась небольшая гранильная мастерская. За ней следует алтарь блаженной Беатриче д’Эсте. На алтаре ниже изображение святого Франциска из Паолы. Напротив, в левом проходе, алтарь с очень ценной Пьетой Эджидио из Винер-Нойштадта, на сводах находятся готические фрески. Затем купель со святой водой, сделанная из старой незаконченной капители римской колонны.
Сложная апсида окружена нишами сходящимися к центральной нише, на арке которой находится фреска XIV века с изображением Богоматери на троне со святыми. Здесь же висит деревянное распятие пятнадцатого века. Под пресвитерием находится незаконченная крипта.